# Піта-велетень
Піта-велетень (Pitta maxima) — вид горобцеподібних птахів родини пітових (Pittidae).

## Поширення
Ендемік Індонезії. Поширений на Північний Молуккських островах. Природним середовищем існування є субтропічні або тропічні вологі низинні ліси.

## Опис
Птах завдовжки 25-28 см. У нього міцне тіло з короткими крилами і хвостами, міцними ногами, видовженою головою та дзьобом. Голова, спина, крила і хвіст чорні, останні з маховими перами синього кольору. Груди і боки білі, а живіт і підхвістя темно-червоні. Самиця тьмяніша і має менше червоного кольору на череві. В обох статей дзьоб чорнуватий, ноги тілесно-сіруваті, а очі коричневі.

## Спосіб життя
Харчується равликами, хробаками, комахами та іншими безхребетними, яких знаходить на землі в густому підліску.

## Підвиди
- Pitta maxima maxima — поширений на островах Хальмахера, Бачан, Касірута, Обі і Мандіолі.
- Pitta maxima morotaiensis van Bemmel, 1939, — ендемік острова Моротай